# Volo Ariana Afghan Airlines 701
Il volo Ariana Afghan Airlines 701 rimase coinvolto in un incidente aereo il 5 gennaio 1969, quando un Boeing 727 con 62 persone a bordo si schiantò contro una casa durante l'avvicinamento all'aeroporto di Londra Gatwick, nel mezzo di una fitta nebbia.
Quarantotto persone, tra passeggeri e membri dell'equipaggio, persero la vita, oltre ai due occupanti della casa. Un bambino al suo interno sopravvisse riportando ferite lievi. Sopravvissero anche il capitano, il primo ufficiale, l'ingegnere di volo e undici passeggeri.

## L'aereo
L'aereo che operava il volo era un Boeing 727 con marche YA-FAR; aveva meno di un anno al momento dell'incidente ed era l'unico aereo di questo tipo nella flotta di Ariana. Venne costruito nel febbraio 1968 e ricevette il certificato di aeronavigabilità americano il 25 marzo 1968. Il 29 aprile 1968 fu concessa la registrazione in Afghanistan, e quel paese rilasciò il proprio certificato di aeronavigabilità il 14 maggio 1968. All'epoca dell'incidente, l'aereo aveva registrato 1 715 ore di volo.

## L'equipaggio ed i passeggeri
L'equipaggio era formato dal comandante Rahim Nowroz, il primo ufficiale Abdul Zahir Attayee e l'ingegnere di volo Mohammed Hussain Furmuly. Nowroz divenne pilota nel 1956 venendo assunto da Ariana l'anno successivo; da allora accumulò 10 400 ore, di cui 512 su Boeing 727, ricevendo nel 1968 la qualifica di comandante dopo un periodo di addestramento. A completare l'equipaggio, sul volo prestavano servizio cinque assistenti di volo.
A bordo avevano preso posto 54 passeggeri, 43 dei quali persero la vita a seguito dell'incidente. Gli altri 11, che sedevano per lo più nella sezione anteriore del velivolo, riportarono gravi ferite. A parte una ragazza statunitense, la maggior parte provenivano da Afghanistan, Pakistan e India (in particolare dalla regione del Punjab). C'era un misto di residenti britannici che tornavano dopo aver visitato le loro famiglie e nuovi immigrati.

## Il luogo
Fernhill è una frazione di circa 1/2 miglia (2,4 km) dall'estremità est della pista dell'aeroporto di Gatwick e a una distanza simile a sud della città più vicina, Horley. Nel 1990 si trovava a cavallo del confine tra Sussex e Surrey e faceva parte della parrocchia di Burstow; successivamente, con i cambiamenti di confine, venne inglobata nel West Sussex (e nel distretto di Crawley). Le due strade principali, Peeks Brook Lane e Fernhill Road (denominata Fernhill Lane al momento dell'incidente), corrono rispettivamente in direzione sud-nord e ovest-est.
Il luogo dell'incidente era in un campo a ovest di Peeks Brook Lane, a sud di Fernhill Lane e a est di Balcombe Road, una strada secondaria che forma il confine orientale dell'aeroporto. Antlands Lane è più a sud. Una casa chiamata Longfield a sud di Fernhill Lane rimase distrutta al momento dell'impatto.

## L'incidente
Il volo FG 701, partito dall'aeroporto di Kabul e con destinazione aeroporto di Londra-Gatwick, era un servizio di linea a cadenza settimanale con scali intermedi a Kandahar, Istanbul e Francoforte. A Beirut cambiò l'equipaggio, facendo prendere posto al comandante Nowroz, al primo ufficiale Attayee e all'ingegnere di volo Furmuly.

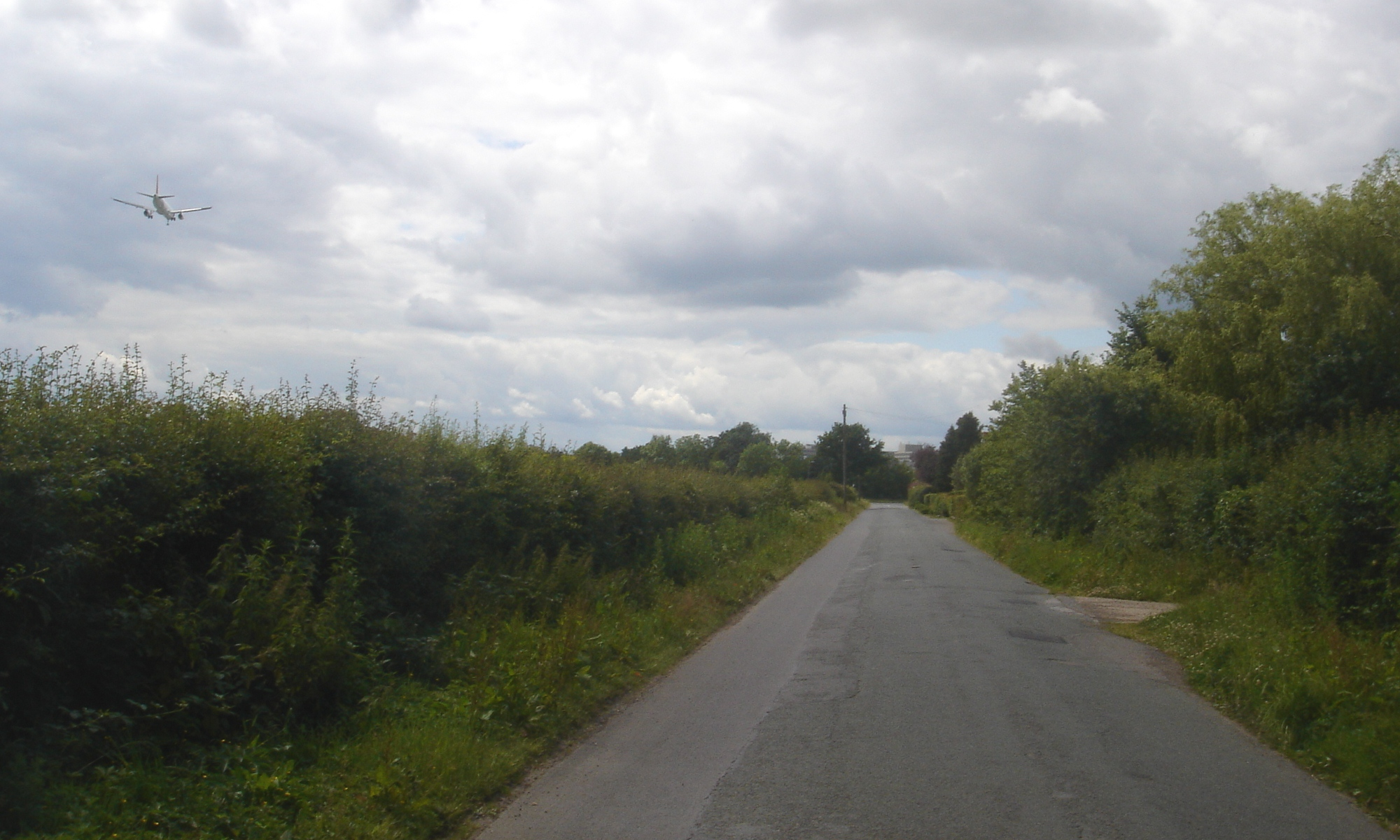
L'aereo si è schiantato immediatamente a sud di Fernhill Road, appena oltre la siepe a sinistra

La notte tra il 4 e il 5 gennaio 1969 le condizioni meteorologiche nella zona di Gatwick erano pessime; una fitta nebbia persisteva dal giorno precedente e, sebbene si fosse diradata dalla maggior parte del Sud-est dell'Inghilterra, alcune chiazze erano rimaste sopra Gatwick a un'altezza non superiore a 250 piedi (76 m); l'aeroporto rimase comunque aperto. Prima di lasciare Francoforte al comandante vennero forniti bollettini meteorologici che indicavano una visibilità variabile tra i 50 e 500 metri, con visibilità sulla pista di 100 metri. la temperatura dell'aria era di -3 °C (27 °F) e persisteva soprattutto una nebbia con fenomeni di formazione di ghiaccio. I rapporti per l'aeroporto di Londra Stansted (la destinazione alternativa designata per questo volo) e l'aeroporto di Londra Heathrow indicavano condizioni molto migliori; il volo inoltre aveva carburante sufficiente per tornare a Francoforte.
L'aereo decollò da Francoforte alle 00:36 UTC, entrando nello spazio aereo londinese alle 01:13 UTC. Il controllore del traffico aereo comunicò all'equipaggio che la pista in uso era la 27 e che la visibilità sulla soglia pista era ancora sui 10 metri. Alle ore 01:27 UTC, mentre si trovava a una quota di 5 000 piedi, il volo si mise in contatto con Gatwick Approach, l'ente di controllo che gestisce i voli in arrivo presso l'aeroporto; l'equipaggio confermò l'intenzione di procedere con l'avvicinamento alla pista e venne autorizzato a scendere alla quota di 2 000 piedi per poi eseguire una procedura ILS. Alle 01:29 UTC il comandante comunicò all'ente di controllo che nell'eventualità di un mancato avvicinamento si sarebbero diretti all'aeroporto di Londra-Heathrow.
Quando si trovarono a 8 miglia dalla pista l'aereo intercettò l'ILS dell'aeroporto e iniziò a perdere quota per seguire il sentiero di discesa che lo avrebbe condotto alla pista di atterraggio. Alle 01:35 UTC, mentre si trovava a 1-2 miglia (2,4 km) dalla pista di Gatwick e sopra la frazione di Fernhill al confine tra il Surrey e il Sussex, il velivolo scese al di sotto del suo corretto sentiero di discesa e con il carrello abbassato colpì le cime di alcuni alberi; impattò inoltre con i tetti delle abitazioni nelle vicinanze, proseguendo per altri 80 metri. A soli 12 metri da terra ruppe un'antenna televisiva e un altro gruppo di alberi, danneggiando i componenti dell'ala destra; toccò nuovamente terra per breve tempo con le ruote prima di riprendere a salire. Non riuscì a superare un'abitazione a 270 metri più a ovest, distruggendola completamente. Un motore atterrò tra i detriti della casa insieme alla sezione posteriore della fusoliera, mentre la sezione anteriore dell'aereo si disintegrò. Il carburante fuoriuscì dal veicolo distrutto e prese fuoco immediatamente, inghiottendo la fusoliera e le macerie della casa. Gli abitanti rimasero uccisi, con l'eccezione di un bambino che sopravvisse riportando ferite lievi. I residenti della zona furono i primi ad arrivare sul luogo dell'incidente e a contattare i soccorsi. La prima chiamata venne ricevuta alle 01:38 UTC presso la centrale di polizia del Surrey; i primi ufficiali arrivarono sette minuti dopo, subito seguiti dal connestabile Keith Simmonds che salvò il bambino ferito dalla casa distrutta. I vigili del fuoco del Surrey e del Sussex inviarono 20 veicoli sul posto mentre altri mezzi vennero forniti dall'Autorità Aeroportuale Britannica di Heathrow. Anche gli investigatori del Board of Trade, guidati da George Kelly, giunsero sul posto per i primi rilevamenti. Nonostante una considerevole presenza della polizia, le operazioni di soccorso furono ostacolate dalla presenza di persone richiamate dall'incidente e curiose di assistere. La polizia istituì dei blocchi a entrambe le estremità di Fernhill Lane, e altri agenti che erano di stanza ad Antlands Lane deviarono il traffico da Balcombe Road.

## Conseguenze

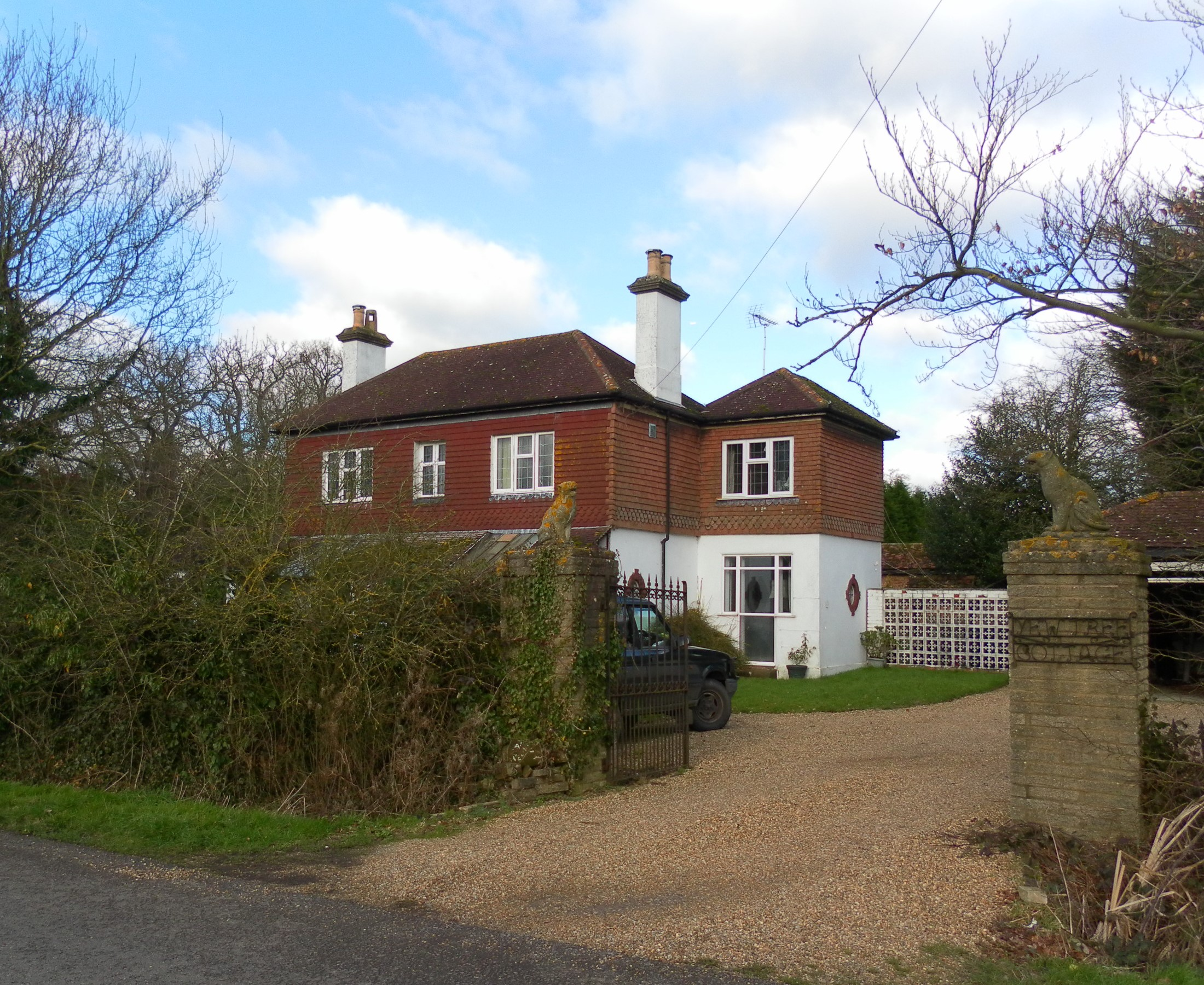
Fuori dal Yew Tree Cottage venne allestito un centro di soccorso

I servizi di emergenza istituirono una struttura temporanea di triage e un centro di soccorso fuori dallo Yew Tree Cottage; venne allestita anche una sala operatoria presso la stazione di polizia di Horley. I sopravvissuti vennero portati a Fernhill House prima di essere portati al Redhill General Hospital o, nel caso di cinque persone gravemente ustionate, alla McIndoe Burns Unit dell'East Grinstead Hospital. Due passeggeri morirono durante il viaggio verso il Redhill General. Vi fu portato anche il bambino sopravvissuto tra le macerie della casa, affetto da "gravi contusioni e lievi tagli".
I corpi delle vittime vennero trasferiti alla St. John Ambulance Hall a Massetts Road a Horley, dove era stato allestito un obitorio temporaneo. I parenti sono stati poi portati lì per identificarli. Alcuni corpi erano bruciati così gravemente da rendere necessario utilizzarne gli effetti personali per confermarne l'identità. Altri corpi furono successivamente trasferiti alla ditta di pompe funebri Kenyon a Londra. In pochi giorni iniziarono le indagini sui 50 decessi: la prima inchiesta fu quella di William e Ann Jones, tenutasi a Reigate dal 10 gennaio 1969.
La regina Elisabetta II trasmise un messaggio di cordoglio a Mohammed Zahir Shah, re dell'Afghanistan. Cinque agenti di polizia, tra cui il connestabile Simmonds, ricevettero un'onorificenza della regina per la condotta coraggiosa in relazione al loro "servizio eccedente i limiti del dovere" sul luogo dell'incidente. Vennero premiati anche cinque residenti locali e un passeggero dell'aereo che erano tornati in mezzo a quell'inferno per salvare i membri della loro famiglia e spensero le fiamme sui vestiti di un altro passeggero.
In termini di vittime, l'incidente è stato (e ancora rimane al 2024) il peggiore nelle vicinanze dell'aeroporto di Gatwick. Fu il primo grave incidente all'aeroporto da quello del febbraio 1959, quando un Vickers Viscount operato dalla Turkish Airlines precipitò in una zona boscosa tra Rusper e Newdigate, sempre al confine tra Surrey e Sussex, uccidendo 14 passeggeri e ferendo il primo ministro turco Adnan Menderes.

## Indagine e causa

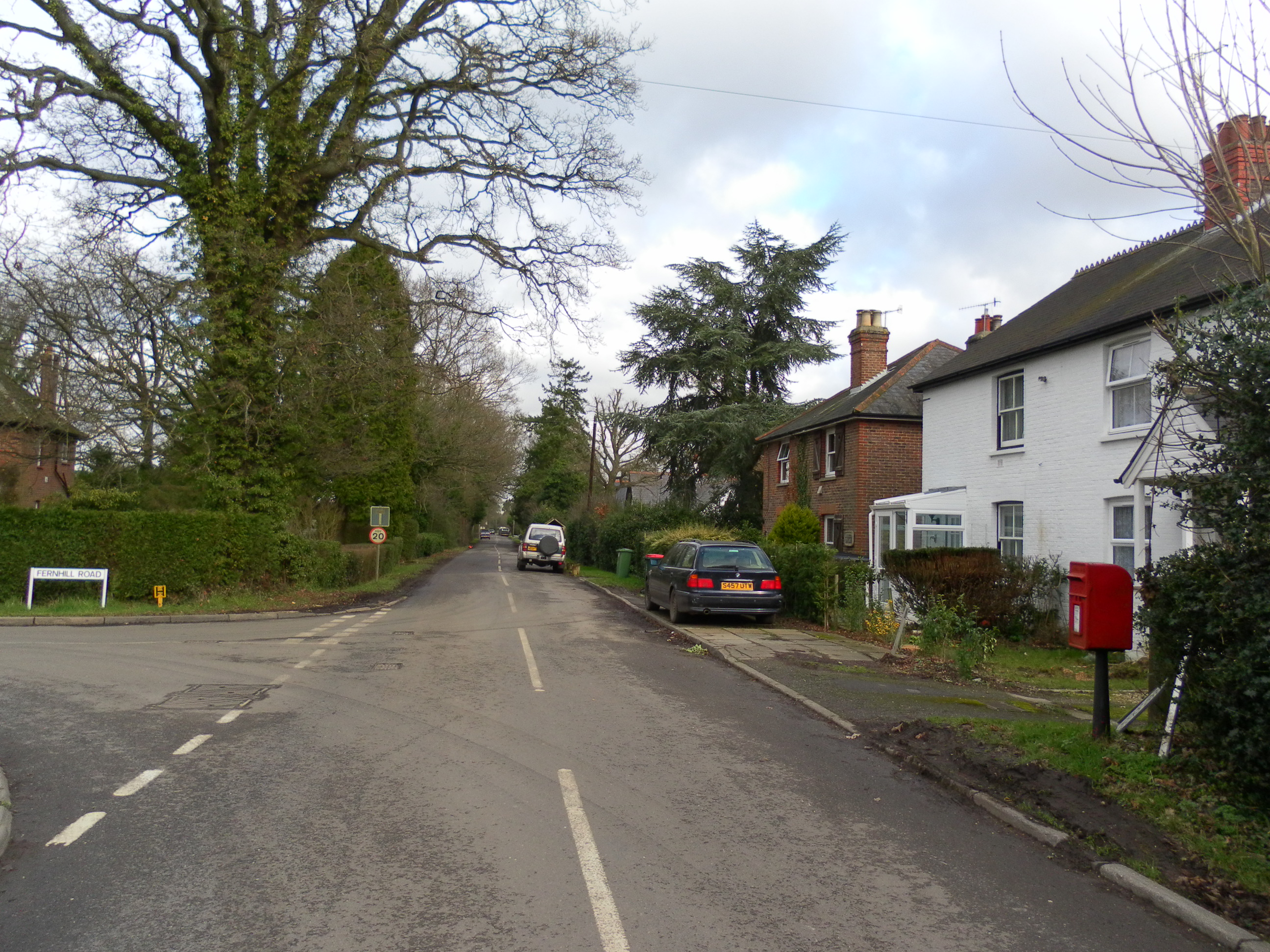
L'aereo era molto al di sotto del suo sentiero di discesa quando passò sopra queste case a Peeks Brook Lane, Fernhill, colpendo alberi, camini e antenne televisive

Gli investigatori del Board of Trade portarono il relitto in un hangar dell'aeroporto di Farnborough per svolgere le analisi. Nell'indagine vennero coinvolti anche funzionari degli Stati Uniti e dell'Afghanistan. Una dichiarazione preliminare fu emessa il 17 gennaio 1969, alla quale seguì il rapporto completo sull'incidente nel giugno 1970.
Gli inquirenti stabilirono che il velivolo era in possesso di una strumentazione completa ed efficiente, con sistema VOR e ILS funzionanti. Il recupero del registratore di suoni della cabina di pilotaggio permise agli investigatori di appurare che le comunicazioni tra il controllo del traffico aereo e l'equipaggio in cabina avvennero normalmente. Il 6 gennaio venne recuperato il registratore dei dati di volo che fu successivamente analizzato.
Le indagini si concentrarono sulle azioni dei piloti; la decisione del comandante di volare a Londra piuttosto che rimanere a Francoforte venne ritenuta adeguata: avrebbe potuto atterrare a Heathrow e a Stansted, dove le condizioni meteorologiche erano migliori, invece che a Gatwick qualora il tempo atmosferico fosse stato troppo avverso; data la riserva di carburante, sarebbero potuti anche tornare in Germania. Quando l'aereo era in volo per Gatwick la visibilità in pista, secondo l'ultimo bollettino meteorologico emesso alle 23:50 del 4 gennaio, era di 100 metri e non si prevedeva che sarebbe migliorato quella notte; ulteriori rilevamenti successivi continuarono a riportare lo stesso valore. Secondo le procedure operative dell'Ariana Afghan Airlines, l'atterraggio era da evitare qualora la visibilità in pista fosse scesa al di sotto dei limiti stabiliti dall'aeroporto (sebbene ciò non fosse proibito dalla legge); agli equipaggi era concesso valutare in base alla situazione se scendere a di sotto di una quota critica (200 piedi - 61 m - per questa tipologia di aereo) e quindi tentare un atterraggio.
Il comandante Nowroz decise di proseguire l'avvicinamento in quanto aveva ipotizzato che la nebbia rimasta nella zona si sarebbe spostata rapidamente. Secondo gli investigatori le valutazioni del comandante durante la fase di avvicinamento, basate su riscontri visivi, sarebbero potute essere condizionate dal carico di lavoro in cabina di pilotaggio, che specialmente nelle fasi di decollo e atterraggio diventa impegnativo per i piloti. Era noto anche come la nebbia a chiazze in condizioni altrimenti limpide influisse gravemente sul riconoscimento dei riferimenti visivi, portando talvolta i piloti a errori di valutazione. Ad ogni modo venne stabilito che la decisione del comandante Nowroz di proseguire l'avvicinamento a Gatwick non presentava un rischio eccessivo e di per se non causò l'incidente
Analizzando i dati di volo, gli inquirenti scoprirono che nelle ultime 15 miglia (24 km) i piloti configurarono il velivolo in modo errato, impostando valori di velocità, potenza e angolo dei flap in modo non conforme alle procedure operative della compagnia aerea. Alle 01:28 l'aereo captò il segnale del localizzatore ILS e i flap vennero estesi in tre fasi man mano che la velocità dell'aereo si riduceva. Subito dopo, quando il velivolo era in procinto di iniziare il sentiero di discesa ILS, la sua quota e velocità furono ulteriormente ridotte e il carrello venne abbassato. A quel punto Nowroz scorse una luce che scambiò per una di quelle poste all'estremità della pista - in realtà era una fonte luminosa posta su una collina oltre l'aeroporto - e contemporaneamente si attivò l'allarme "stabilizzatore fuori assetto", avaria che si era già presentata durante le fasi precedenti del volo: il comandante disattivò l'autopilota e il sistema di tracciamento automatico del sentiero di discesa. Alle 01:33 aumentò l'angolo dei flap; l'aereo iniziò dunque a scendere al di sotto del sentiero di avvicinamento a una velocità maggiore di quanto pensasse l'equipaggio. Solo quando raggiunse un'altezza di 400 piedi (120 m) i piloti tentarono di riguadagnare quota, ma era troppo tardi.
Le prime tre regolazioni dei flap erano avvenute a velocità superiori a quelle raccomandate nelle procedure della compagnia aerea, sebbene non abbiano superato i limiti strutturali del Boeing 727. Il carrello d'atterraggio venne esteso a una velocità troppo elevata e la successiva regolazione del flap avrebbe dovuto essere eseguita in due fasi. L'improvviso cambio di angolo d'attacco fece inclinare il muso verso il basso e il 727 scese più rapidamente di quanto fosse appropriato in quel momento. Il comandante e gli altri membri dell'equipaggio non reagirono a questo fatto per circa 45 secondi quando giunti a circa 300 piedi (91 m) da terra applicarono la massima potenza e l'equilibratore venne abbassato del tutto per cercare di far recuperare quota all'aereo. Il rapporto degli investigatori ipotizzò che questo periodo nel quale i piloti non intrapresero nessuna azione fosse da ricondursi al fatto che essi erano presi dalla ricerca dei riferimenti visivi, come le luci della pista, per stabilire la loro posizione.
La legge che proibiva agli aerei britannici di atterrare quando il raggio visivo della pista era troppo breve venne estesa, nel settembre 1969, agli aerei di tutti gli altri paesi quando volavano verso aeroporti in qualsiasi parte del Regno Unito.